# La Concepción, Chiquihuitlán de Benito Juárez
La Concepción är en ort i Mexiko.   Den ligger i kommunen Chiquihuitlán de Benito Juárez och delstaten Oaxaca, i den sydöstra delen av landet, 300 km sydost om huvudstaden Mexico City. La Concepción ligger 1 087 meter över havet och antalet invånare är 198.
Terrängen runt La Concepción är mycket bergig. Runt La Concepción är det ganska tätbefolkat, med 56 invånare per kvadratkilometer. Närmaste större samhälle är San Bartolomé Ayautla, 10,6 km nordost om La Concepción. I omgivningarna runt La Concepción växer i huvudsak städsegrön lövskog.